# Steve Evans
Steven Evans (Wrexham, 26 febbraio 1979) è un allenatore di calcio ed ex calciatore gallese, di ruolo difensore.

## Carriera

### Club
Ha giocato nella prima divisione gallese.

### Nazionale
Tra il 2006 ed il 2008 ha rappresentato per 7 volte la nazionale gallese.

## Palmarès

### Giocatore

#### Competizioni nazionali
- Campionato gallese: 3

TNS: 1999-2000, 2004-2005, 2005-2006
- Coppa del Galles: 1

TNS: 2004-2005
- Coppa di Lega gallese: 2

TNS: 2005-2006, 2009-2010